# Grégoire Péradzé
Grégoire Péradzé (გრიგოლ ფერაძე en géorgien), né le 13 septembre 1899 à Bakourtsikhé en Kakhétie et mort le 6 décembre 1942 à Auschwitz, est un saint des Églises orthodoxes de Géorgie et de Pologne.

## Biographie
Après le décès de son père, prêtre orthodoxe, il intègre le petit puis le grand séminaire de Tbilissi, d'où il sort en 1918. Il poursuit ensuite des études de littérature et d'histoire à l'université d'État récemment créée.

### Réfugié en Allemagne
En novembre 1921, après l'invasion de la Géorgie par l'Armée rouge, il part en exil en Allemagne. En 1926, il obtient à l'université de Bonn un doctorat sur le thème « L'histoire monastique géorgienne jusqu'en 1064 ». Nommé professeur associé, il entreprend des travaux de recherche, notamment sur le moine géorgien du mont Athos Georges l'Hagiorite (1000-1065).

### Réfugié en France
Le 24 mai 1931, il est ordonné prêtre par le métropolite Germanos, exarque du patriarcat œcuménique, à la cathédrale orthodoxe grecque Saint-Étienne de Paris. Le 31 mai, sa première liturgie en langue géorgienne est célébrée à la paroisse orthodoxe géorgienne Sainte-Nino de Paris, sa dernière le sera en janvier 1939. Entre-temps, il participe à différentes publications, dont Djvari Vazisa (« la croix de sarment » en français).

### Réfugié en Pologne
En 1933, il devient professeur de patrologie à la faculté de théologie orthodoxe de l'université de Varsovie. En 1934, il est nommé archimandrite.
Durant les années 1930, il effectue des recherches de manuscrits géorgiens en Europe (Autriche, Bulgarie, Italie, Grèce, Roumanie) et au Moyen-Orient (Palestine, Syrie). Outre le géorgien et le russe, il s'approprie aussi bien des langues modernes (allemand, anglais, arménien) que des langues anciennes (copte, hébreu, latin, syriaque). En 1939, après l'invasion de la Pologne par l'armée allemande, il soutient toutes les personnes inquiétées, qu'elles soient juives, polonaises ou géorgiennes. Il est arrêté le 5 mai 1942 et transféré au camp d'Auschwitz en novembre. Il y décède officiellement le 6 décembre. Certains témoignages affirment qu'il se serait proposé à la place d'autres déportés.

## Canonisation
En 1995, Grégoire Péradzé est canonisé, par l'Église orthodoxe de Géorgie et par celle de Pologne.